# DBC Pierre

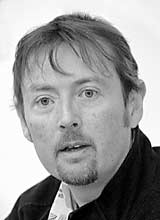
DBC Pierre (2004, Berlin)

DBC Pierre (ur. 1961 w Australii), naprawdę Peter Warren Finlay – pisarz, zdobywca nagrody Bookera w 2003 roku za powieść Vernon God Little.
Uważa się za Meksykanina, gdyż tam się wychował. Miał chaotyczne, awanturnicze życie.